# とよのくに号

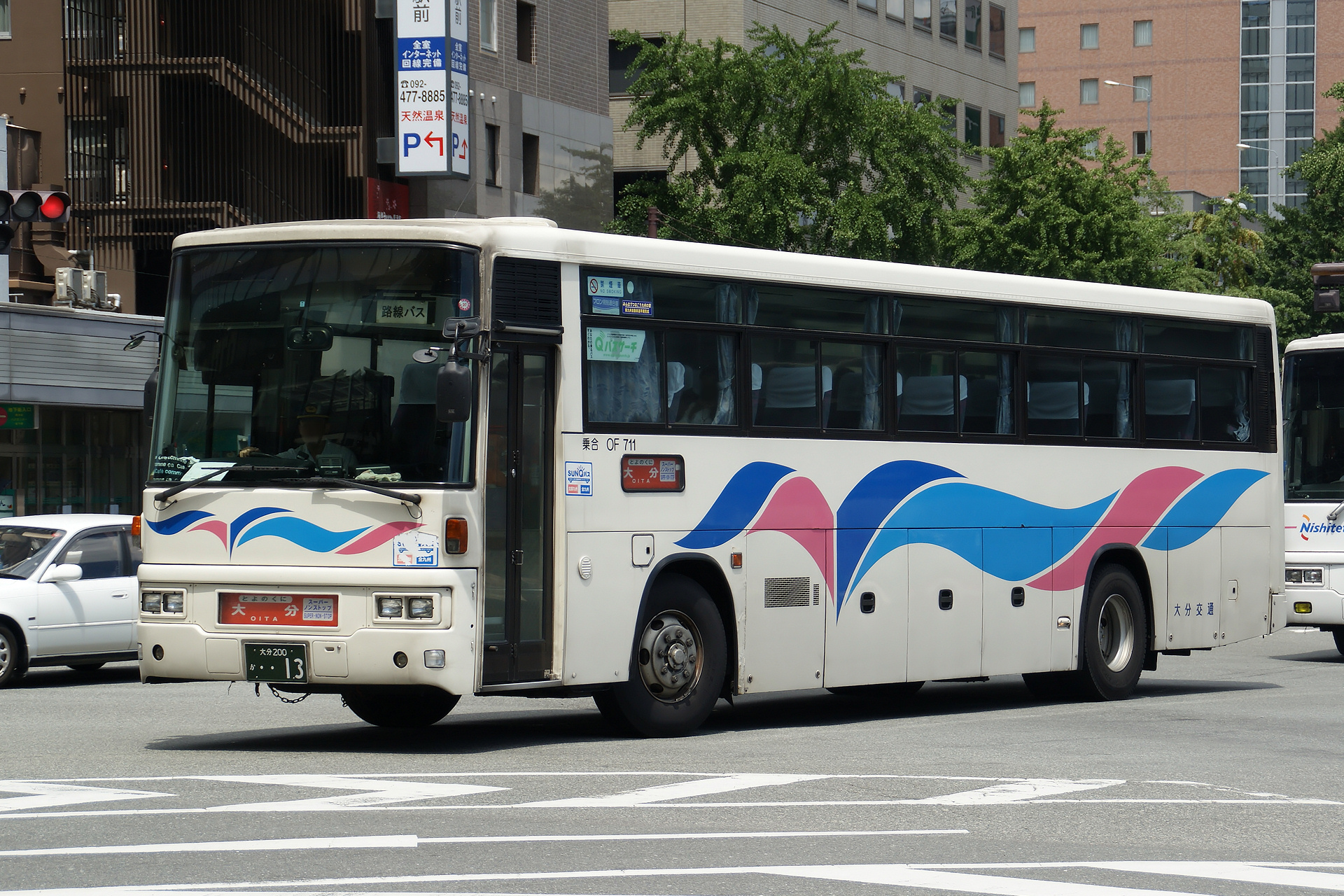
スーパーノンストップ便（大分交通）

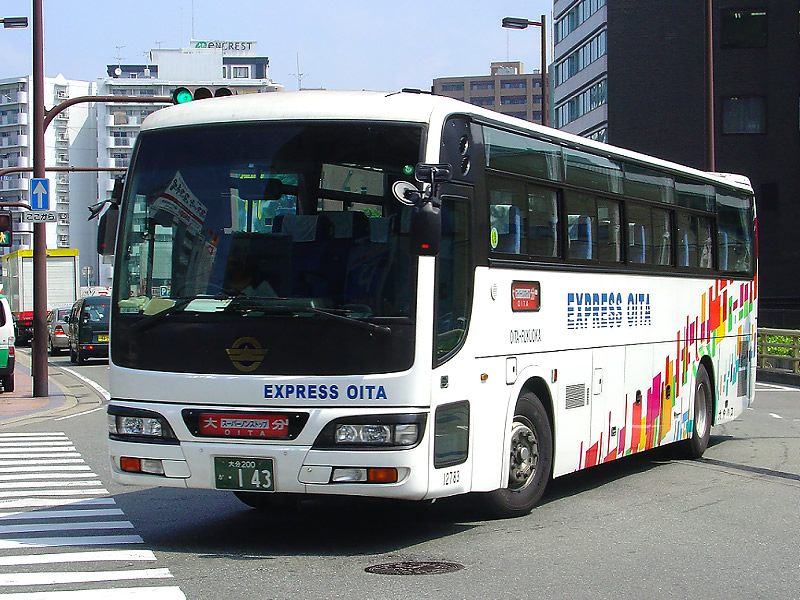
スーパーノンストップ便（大分バス）

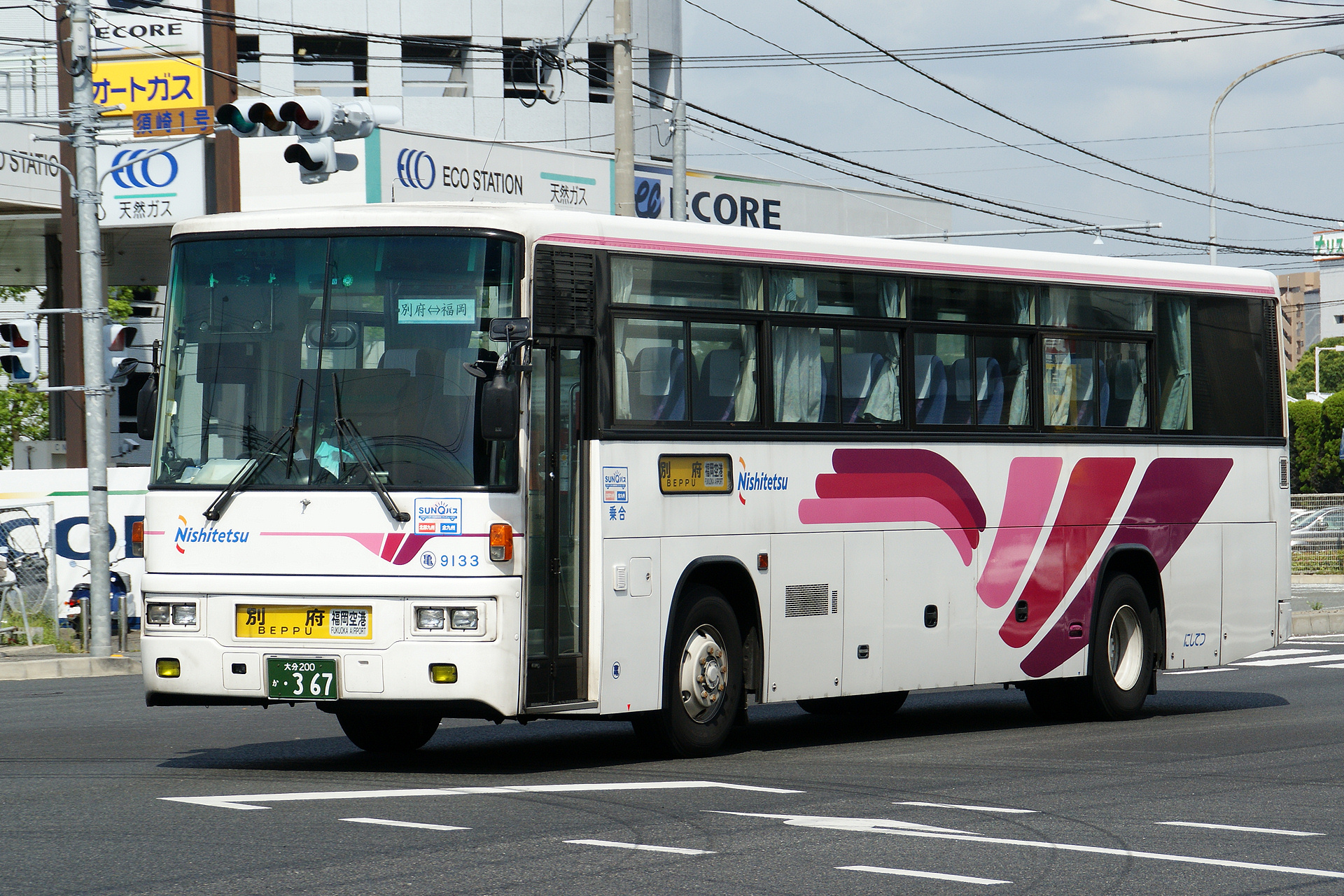
ノンストップ便（西日本鉄道）

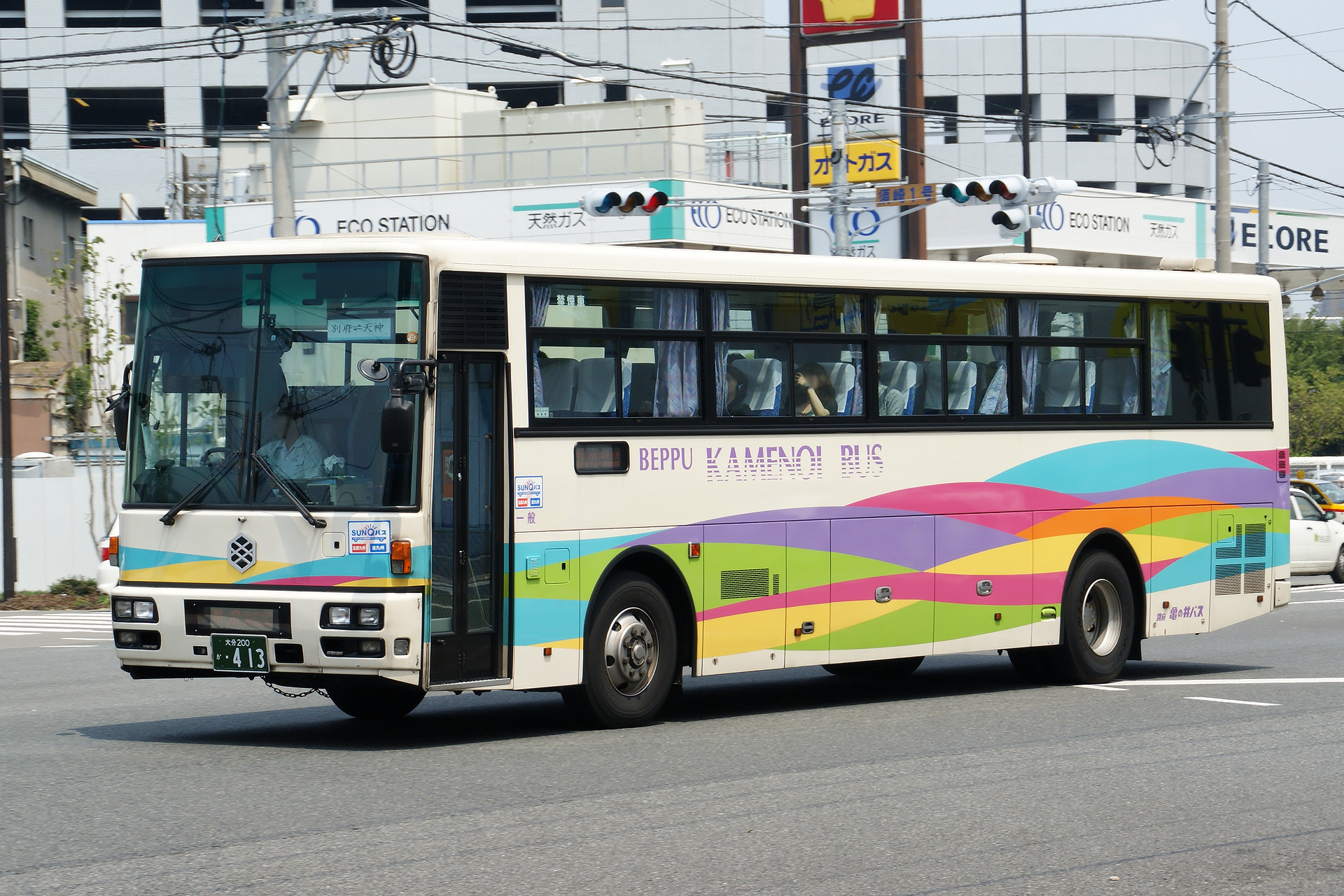
ノンストップ便（亀の井バス）

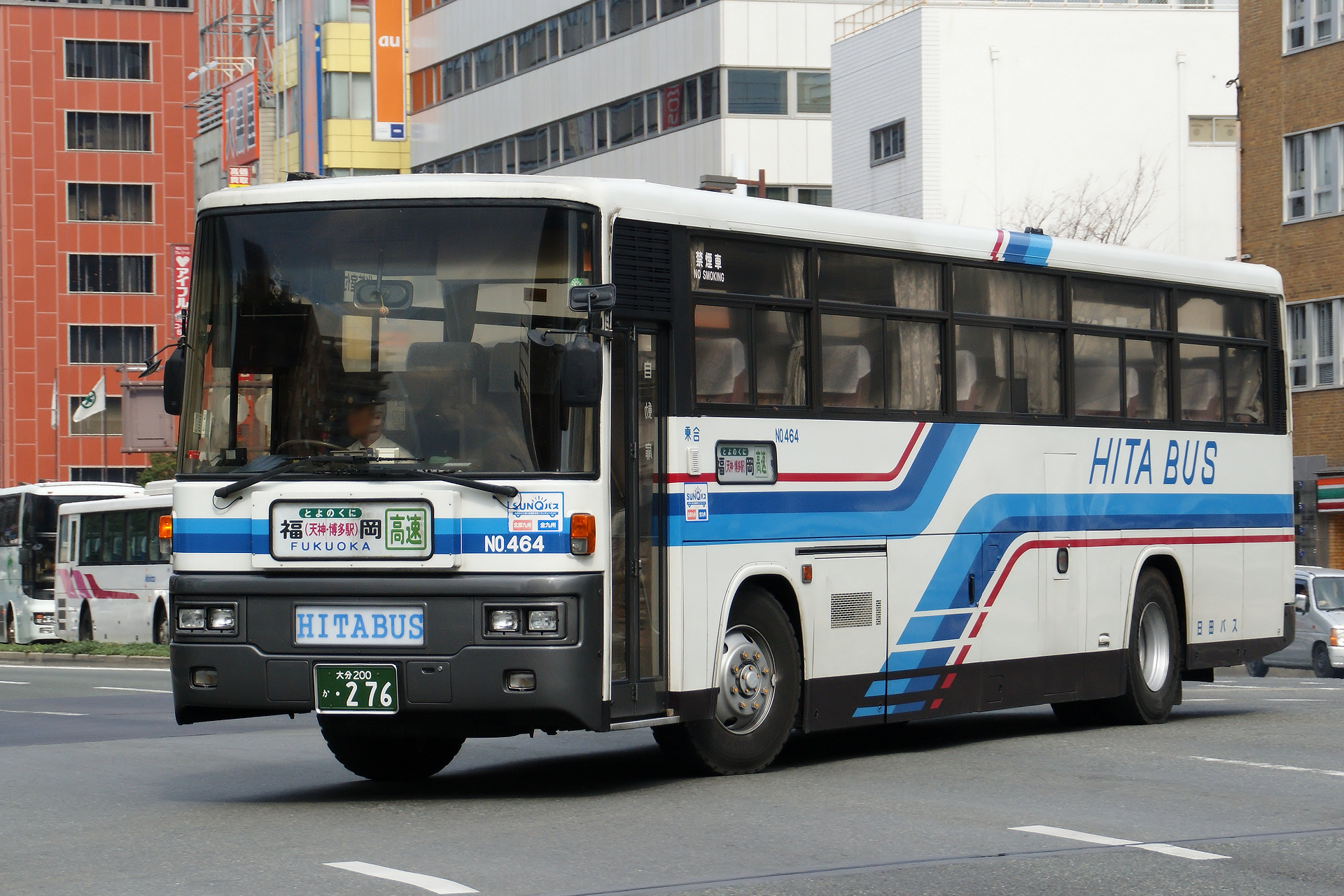
各停便（日田バス）：運行休止
かつての全社共通塗装

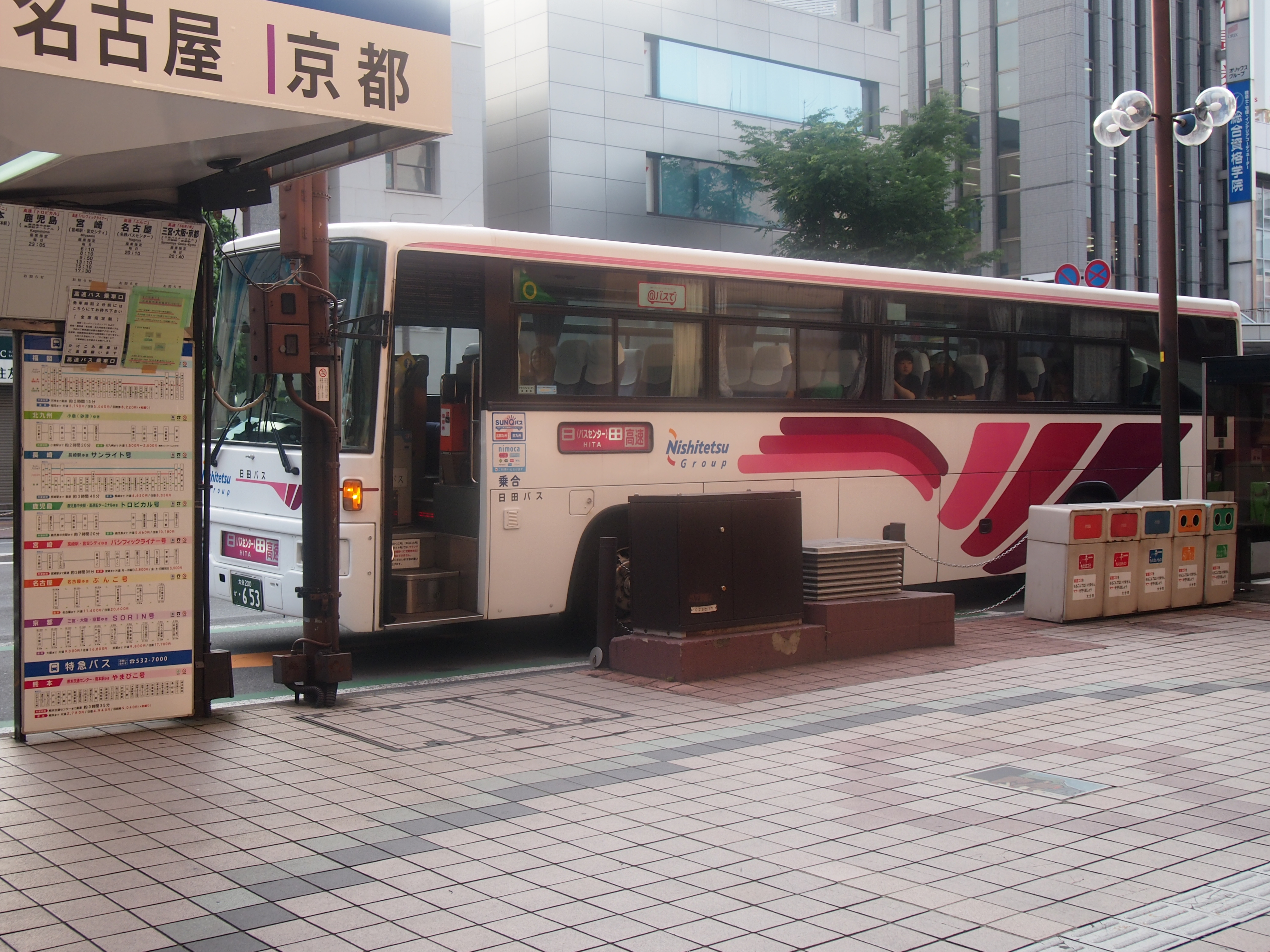
大分トキハ前に停車中の大分～日田間各停便（日田バス）：運行休止

とよのくに号（とよのくにごう）は、福岡市と大分県別府市・大分市を結ぶ高速バス路線である。
愛称は、大分県の旧称である「豊の国」から。

## 概要
大分自動車道の整備にあわせて開設された高速バス路線である。
JR九州の特急「ソニック」と競合関係にあり、所要時間では大分道の全通でスピードアップしたとよのくに号に対して、ソニックも振り子式電車の883系・885系を集中投入してスピードアップを図った結果、当高速バスはソニックに対して所要時間が20分程度長い状況となっている。
大分自動車道は霧や雪などの天候による交通規制が多く、その場合は迂回運行や運休の措置がとられる。

## 運行会社
- 西日本鉄道 - 福岡高速自動車営業所がスーパーノンストップ便を、別府第二自動車営業所（運行業務を亀の井バスに管理委託）がノンストップ便を運行する。
- 大分交通（担当：大分営業所、別府営業所） - スーパーノンストップ便を運行する。
- 大分バス（担当：大分中央営業所） - スーパーノンストップ便を運行する。
- 亀の井バス（担当：別府営業所） - ノンストップ便を運行する。

かつては西鉄観光バスや日田バスも運行を担当していた。

## 沿革
- 1989年6月16日：福岡 - 別府・大分線としてとよのくに号が開設される。
- 1990年4月22日：大分自動車道朝倉IC - 日田IC間開通による経路変更およびダイヤ改正。
- 1993年3月1日：大分自動車道別府IC - 大分IC間開通による経路変更およびダイヤ改正。スーパーノンストップ系統が新設される。
- 1995年3月11日：大分自動車道日田IC - 玖珠IC間開通による経路変更およびダイヤ改正。
- 1996年3月29日：大分自動車道玖珠IC - 湯布院IC間開通による経路変更およびダイヤ改正[2]。26往復から46往復に増便するとともに、所要時間を10分以上短縮[2]。スーパーノンストップの天神 - トキハ前間の所要時間が2時間24分となり、この時点では福岡 - 大分間において競合するJR九州の特急「ソニックにちりん」とほぼ同じ所要時間になる[2]。
- 2000年11月1日：ダイヤ改正。ノンストップ系統の16往復のうち13往復が別府 - 大分間の運行を取りやめ福岡 - 別府間の運行となり、そのうち12往復は福岡空港経由となる。またスーパーノンストップ系統が10往復増発され44往復となる。
- 2001年4月14日：ダイヤ改正。ノンストップ系統の16往復の全便が別府 - 大分間の運行を取りやめ福岡 - 別府間の運行となり、そのうち13往復が福岡空港経由となる。またスーパーノンストップ系統が4往復増発され48往復となる。
- 2006年
  - 3月3日：大分自動車道下り線で、スーパーノンストップ系統福岡発大分行（西鉄観光バス運行）として運行中の三菱製車両が走行中に出火・炎上、乗客・乗員は無事。この車両はリコールが2回あり、修理はされていた。
  - 4月1日：ノンストップ（福岡空港経由）系統のうち2往復がスギノイパレスまで延長。
- 2007年7月1日：全便が高速基山に停車。これに伴い、一部の便で福岡 - 別府・大分の所要時間が数分延びる。
- 2008年4月1日：ノンストップ（福岡空港経由）系統のスギノイパレスまでの延長をとりやめ、全便別府北浜始発・終着となる。
- 2009年7月27日：ダイヤ改正。ノンストップ系統と各停系統の全便が横断道路観光港入口・別府自衛隊前に停車。各停系統の全便が杷木に停車。またこの日から西鉄発行のスーパー乗車券の利用が出来るようになる。
- 2010年
  - 4月1日：ダイヤ改正。スーパーノンストップ系統を4往復減便。44往復→40往復に。
  - 10月頃：西鉄観光バス担当分(西鉄本体からの管理委託（ノンストップ系統を除く）を含む)が西鉄高速バスに移管。
- 2013年
  - 3月23日：ノンストップ系統・各停系統にnimoca導入[3]。スーパーノンストップ系統には同年4月以降導入予定。
  - 4月1日：西鉄高速バス担当分（スーパーノンストップ系統）が直営便から同社の管理委託路線に変更となり、運営を西鉄本体へ移管。
  - 4月26日～2014年3月31日：大分交通１台を大分市観光ラッピングバスとして１日一往復半運行する。
  - 5月11日：スーパーノンストップ系統（西鉄バス運行便のみ）nimoca導入
  - 7月1日： 同日出発便よりWebでの予約先が「@バスで（ハイウェイバスドットコム）」に変更される。
  - 10月19日：亀の井バス保有のバス1台に、初音ミクのラッピングを施した特別車両が登場。2014年1月までの期間限定で別府-福岡間を走行した[4]。
- 2014年2月17日：この日以降に発売された「とよのくにきっぷ」に有効期限を設定[5]。3月31日まで発売分の有効期限を6月30日までとする。
- 2015年
  - 4月1日：ダイヤ改正。[6]
    - スーパーノンストップ系統：平日のみ4往復減便。40往復→36往復に。（土日祝日は40往復のまま。）また、要町（大分駅高速バスのりば）が新設され、全便が停車するようになる（各停系統は停車しない）。
    - 各停系統：3往復減便。8往復→5往復に。また、日田バスセンター(日田温泉入口)～大分新川の区間便が新設される。1.5往復（日田発が朝の1便、大分発が夕方の1便と夜の1便）のみ運行。

  - 9月1日：ノンストップ系統全便（福岡空港経由便も含む）の予約方法がこれまでの時間指定制から座席指定制に変更。
  - 12月21日：ダイヤ改正により各停便の運行内容を一部変更（スーパーノンストップ・ノンストップ系統は変更なし）。
    - 大分側の起終点を「大分県庁正門前」に変更し「大分市役所前」にも停車。これに伴い「大分新川」への乗り入れを廃止。
    - 新たに「道の駅ゆふいん」に停車開始。これに伴い従前の「湯布院インター」・「高速天間」における乗降扱いを廃止。
    - これまでの時間指定制から座席定員制に変更（事前予約が不要）となる。同時にweb回数券も使用不可に。
    - 日田～大分間区間便についても、別府市内すべての停留所での乗降扱いを廃止し大分インターチェンジ経由に変更とともに「要町（大分駅）」にも停車。日田側においては起終点を「日田温泉入口（一ノ宮病院前）」まで延伸。
- 2016年
  - 6月20日-7月15日：熊本地震後の観光需要喚起を目的として「今こそ、高速バスで行こう！キャンペーン」を実施し、期間内のみ最大運賃を1,500円とする[7]。
  - 10月31日：この日の出発便を以て、各停系統（福岡～別府・大分、日田〜大分）の運行を休止[8]。日田バスが撤退。
- 2017年
  - 7月1日：別府線ノンストップ便のうち、別府発便について、鉄輪口停留所を「鉄輪②」バス停に変更。
- 2018年
  - 1月15日：スーパーノンストップ便のダイヤ改正[9]。
    - 平日便・土日祝日便を4往復削減し、平日便：32往復、土日祝日：36往復。
    - 高速日田に停車開始。福岡行きは降車のみ、大分行きは乗車のみ可能。福岡 - 高速日田間は利用不可。当初は2018年9月30日までの限定としていたが、本格実施に移行した[10]。
- 2019年
  - 4月1日
    - 西鉄高速バスの解散に伴い、スーパーノンストップ便の管理委託を終了。
    - 大分（中央通り）の呼称を全社「中央通り（トキハ前・降車場）」に統一。

  - 10月1日：消費税率引き上げによる運賃・回数券の値上げ[11]。福岡・福岡空港 - 別府・大分間片道3,190円→3,250円・往復5,660円→5,760円、とよのくにきっぷ8,220円→8,360円となる。
- 2021年
  - 11月1日：ダイヤ改正。
    - スーパーノンストップ平日32→24往復・土日祝日36→28往復、ノンストップ16→10往復。
    - スーバーノンストップのうち6往復が福岡空港国際線に乗り入れ。

## 運行系統および経路・停車停留所
「とよのくに号」は、休止となった各停系統を含め、大きく分けて以下の3系統に分類されており、系統ごとに運行会社の担当が異なる。太字は停車停留所。いずれの便も福岡 - 高速基山・高速日田間のみ(各停便は福岡市内のみ)、あるいは高速別府湾・APU/椎迫 - 別府/大分間のみの利用は不可。
- スーパーノンストップ - 福岡市内と大分市内との間をノンストップで結ぶ路線。平日24往復/日（西鉄12往復、大分交通・大分バス各6往復担当）、土日祝28往復/日（西鉄14往復、大分交通・大分バス各7往復担当）。座席指定制により事前予約が必要。
  - 博多バスターミナル - 西鉄天神高速バスターミナル - 天神北ランプ - （福岡都市高速） - 太宰府IC - （九州自動車道） - 高速基山 - 鳥栖JCT -（大分自動車道）- 高速日田 - （大分自動車道） - 日出JCT - （東九州自動車道） - 大分IC - 椎迫 - 要町（大分駅高速バスのりば） - 中央通り（トキハ前・降車場） - 大分新川
  - 迂回運行は主に、湯布院IC・九重ICから国道210号・大分県道207号大分挾間線（医大バイパス）経由で大分ICまで迂回する。
  - 中央通り（トキハ前）バス停は福岡行きの乗車のみ、中央通り（高速バス降車場）は大分行きの降車のみ停車する。2019年4月1日より全社「中央通り」で統一。

- ノンストップ - 福岡市内と別府市内との間をノンストップで結ぶ路線。両都市間を直行する便と、福岡空港（国際線）を経由する便がある。10往復/日（亀の井7往復、西鉄3往復担当）。座席指定制により事前予約が必要。
  - 直行便
    - 博多バスターミナル - 西鉄天神高速バスターミナル - 天神北ランプ - （福岡都市高速） - 太宰府IC - （九州自動車道） - 高速基山 - 鳥栖JCT - （大分自動車道）- 日出JCT - （東九州自動車道） - 高速別府湾・APU - 別府IC - 別府自衛隊前 - 鉄輪口/鉄輪② - 横断道路観光港入口 - 別府北浜

  - 福岡空港経由
    - 博多バスターミナル - 西鉄天神高速バスターミナル - 天神北ランプ - （福岡都市高速） - 榎田ランプ - 福岡空港（国際線） - 半道橋ランプ - （福岡都市高速2号線） - 太宰府IC - （九州自動車道） - 高速基山 - ＜この間直行便と同じ＞ - 別府北浜
      - 空港経由便は1日4往復が西鉄天神高速バスターミナル止めとなる。天神発着便は全て亀の井持ち。

    - 迂回時は主に湯布院IC・九重ICから国道210号・やまなみハイウェイ経由で別府ICまで迂回する。
    - 福岡発は鉄輪口で降車のみ停車、別府発は鉄輪②（亀の井バス鉄輪待合所）で乗車のみ停車。

なお、2015年3月末まで大分バスにおける大分（トキハ前）の正式名称は「大分バス本社前」（現在の正式名称は「中央通りトキハ前1番のりば」）であったが、他事業者に合わせて同社も当路線ではこの名称を使用していた。
また、本路線では途中休憩の設定はないが、西日本鉄道（福岡高速自動車営業所）担当便では、途中のSA・PAにて車両点検を実施する場合がある（乗客は降りることはできない）。

### 休止した運行系統
- 各停系統 - 2016年10月31日の出発便を以て運行休止[8]。
  - 福岡～別府・大分 - 福岡市内と別府市内・大分市内を高速道路上の各バス停に停車しながら結ぶ系統。5往復/日(日田バス担当)。座席定員制で予約不要。全席自由席。
    - 博多バスターミナル - 西鉄天神高速バスターミナル - 天神北ランプ - （福岡都市高速） - 太宰府IC - （九州自動車道） - 筑紫野 - 高速基山 - 鳥栖JCT - （大分自動車道） - 高速小郡大板井 - 高速甘木 - 杷木 - 高速日田 - 高速天瀬高塚 - 玖珠IC - 九重IC - 道の駅ゆふいん -  高速別府湾・APU - 別府IC - 別府自衛隊前 - 鉄輪口 - 横断道路観光港入口 - 別府北浜 - 大分（トキハ前） - 大分市役所前 - 大分県庁正門前 ← 要町（大分駅高速バスのりば）
      - 途中の高速日田で乗務員交替を行う便があった。
      - 杷木へは杷木ICで一旦大分道を降り、一般道上にある西鉄バス二日市の発着所に停車していた。
      - 高速由布岳は、スマートインターチェンジ設置工事の間、休止となっていた[注 3]。

  - 日田～大分の区間便 - 日田市内中心部と大分市内を高速道路上の各バス停に停車しながら結ぶ各停便の区間系統。1往復/日(日田バス担当)。座席定員制（予約不要）。
    - 日田温泉入口（一ノ宮病院前） - 日田バスセンター - 田島一丁目 - 市役所前 - 城内・豆田入口 - 昭和学園前 - 日田インター口 - 日田IC - （大分自動車道） - 高速日田 - 高速天瀬高塚 - 玖珠IC - 九重IC - 道の駅ゆふいん - 高速別府湾・APU - 大分IC - 要町（大分駅高速バスのりば） - 大分トキハ前 - 大分市役所前 - 大分県庁正門前
      - 高速由布岳は、スマートインターチェンジ設置工事の間、休止となっていた

## 運行車両・車内設備

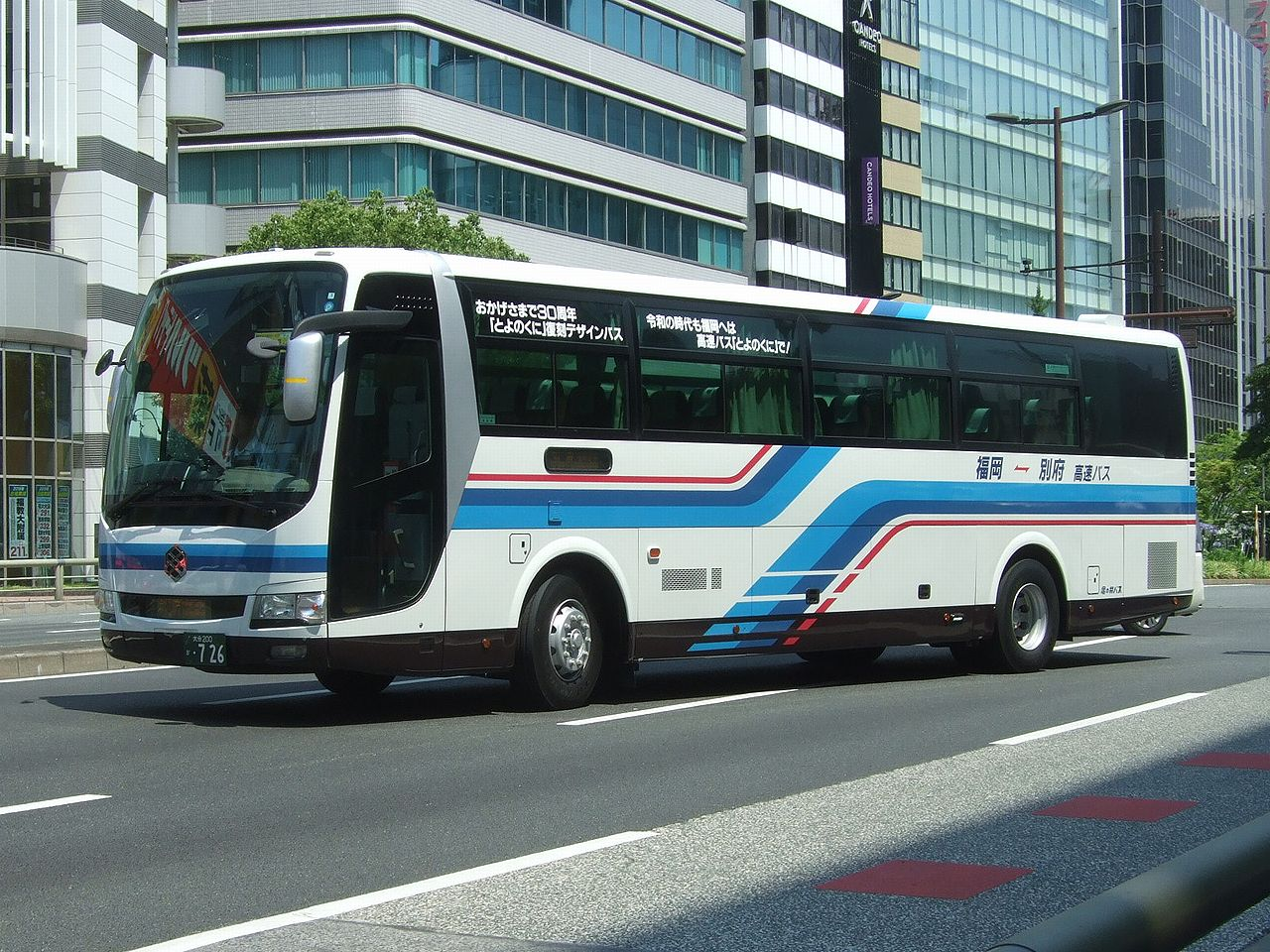
亀の井バスで2019年6月16日より1年間運行される30周年記念復刻カラー車

2000年代までは当路線専用の全社共通塗装が施されていたが、各社とも独自色（各自社高速車用塗装）に移行した。2016年3月まで運行に参加していた日田バスに関しては2000年代半ば辺りより全て西日本鉄道ないし西鉄高速バスからの移籍車が使用され、塗色も西鉄時代そのままに「Nishitetsu」ロゴの下に「Groop」ロゴが加えられ、車体の前後・側面に「日田バス」の社名が入っていた（車番は自社独自の番号に改番）。
- 西日本鉄道・大分バス・大分交通・亀の井バス
  - 三菱ふそう エアロエース
- 大分バス・亀の井バス
  - 日野自動車 セレガHD
- 大分バス
  - 三菱ふそう エアロバス
- 大分交通・亀の井バス
  - いすゞ自動車 ガーラHD
- 亀の井バス
  - 日産ディーゼル スペースアロー（西工E-III）

### 車内設備
- 4列シート
- トイレ
- 毛布
- フットレスト（大分バス・大分交通）
- 車内フリーWi-Fi（西日本鉄道・亀の井バス）
- 携帯電話充電用コンセント